# Sint-Nicolaaskerk (Utrecht)
De Sint-Nicolaaskerk was een rooms-katholieke parochiekerk aan het Boerhaaveplein 1 in de stad Utrecht. De kerk werd gebouwd in 1931 naar een ontwerp van Herman Kroes en werd in 1986 afgebroken. Op dezelfde plaats werden een kleiner kerkcentrum gebouwd, de Sint-Nicolaas-Monicakerk, en ook seniorenwoningen.

## Geschiedenis
Bij de totstandkoming van de wijk Ondiep in de eerste decennia van de twintigste eeuw bleek een nieuwe katholieke kerk nodig te zijn. De dichtstbijzijnde kerk was de Monicakerk aan de Herenweg. Door de bevolkingsgroei miste deze kerk de capaciteit om alle katholieken te bedienen. Bovendien zou een kerk in de wijk zelf de sociale cohesie kunnen versterken. De Amersfoortse architect Herman Kroes ontwierp dus niet alleen een parochiekerk met pastorie, maar ook een jongensschool, een meisjesschool, een fröbelschool en klooster (gewijd aan Christus Koning) voor de nonnen die op die scholen les gingen geven.

## Het gebouw
De kerk stond op een prominente plaats op de "Vork van Berlage", de splitsing van de rondweg die de wijk omsluit. Aan de andere kant - de eigenlijke voorkant van de kerk, markeerde de kerk het einde van de Boerhaavelaan, een van de hoofdassen van de wijk. De bouwstijl van de kerk was typerend voor het interbellum. Een eenvoudige vorm van expressionisme / Amsterdamse School, met de typische bruine baksteen en oranje daken. Het paste goed bij de wijk die in dezelfde stijl was opgetrokken. Van binnen was de kerk ook eenvoudig: Een eenbeukige zaalkerk met lichte paraboolvormen in de dakconstructie. Die paraboolvormen kwamen terug in de koorafscheiding en in de apsis waar het altaar stond. Hoewel er wel drie altaren waren en een communiebank, was er geen preekgestoelte, geen kruisweg en bestonden de meeste ramen uit eenvoudig helder glas.

## Ontkerkelijking, sloop en nieuwbouw
Vanaf de jaren zestig begon de ontkerkelijking. Dit leidde ertoe dat in 1970 de nabijgelegen Monicakerk aan de eredienst werd onttrokken. De parochie werd samengevoegd met die van de Nicolaas die voortaan de Nicolaas-Monicaparochie heette. Ook werd het interieur aangepakt. De kerkbanken werden eruit gehaald en vervangen door stoelen. Ook werd de opstelling een halve slag gedraaid, waarbij het altaar bij de zijmuur kwam te staan op gelijke hoogte met de stoelen. Het verhoogde priesterkoor werd dus verlaten. Dit paste enerzijds bij nieuwe ideeën over liturgie, anderzijds was het praktisch omdat met de kerkbanken er nog steeds te veel zitplaatsen waren – ook na de samenvoeging. Vanuit de Monicakerk werden veel interieurstukken meegenomen, maar alleen het orgel kreeg een plaats in de Nicolaaskerk.
In de jaren tachtig was de gemeenschap zo geslonken dat ze het gebouw niet meer in stand kon houden. Er werd in 1987 besloten om de kerk en pastorie te slopen en de grond te verkopen. Op die plek werden seniorenwoningen gebouwd. Onderin kwam een kleiner kerkcentrum, de nieuwe Nicolaas-Monicakerk, ook wel het Kerkcentrum H. Nicolaas-H. Monica, met als nieuw adres Boerhaaveplein 199. Het orgel ging naar de katholieke Michaëlkerk in Schalkwijk. Sinds 2010 maakt de kerk deel uit van de Sint-Ludgerusparochie.